# Comuna Ianoși, Bereg
Ianoși (în ucraineană Яноші) este o comună în raionul Bereg, regiunea Transcarpatia, Ucraina, formată din satele Balajer și Ianoși (reședința).

## Demografie
Componența lingvistică a comunei Ianoși
     Maghiară (91,18%)
     Ucraineană (8,47%)
     Alte limbi (0,32%)
Conform recensământului din 2001, majoritatea populației comunei Ianoși era vorbitoare de maghiară (91,18%), existând în minoritate și vorbitori de ucraineană (8,47%).